# Kepung (plaats)
Kepung is een bestuurslaag in het regentschap Kediri van de provincie Oost-Java, Indonesië. Kepung telt 15.237 inwoners (volkstelling 2010).